# Harold Barker
Harold Ross Barker (12. april 1886 – 29. august 1937) var en britisk roer som deltog i de olympiske lege 1908 i London.
Barker vandt en sølvmedalje i roning under OL 1908 i London. Sammen med Philip Filleul, John Fenning og Gordon Thomson kom de på en andenplads i firer uden styrmand efter deres landsmænd Collier Cudmore, James Angus Gillan, Duncan MacKinnon og John Somers-Smith.